# Бийский район
Би́йский райо́н — административно-территориальное образование (сельский район) и муниципальное образование (муниципальный район) в Алтайском крае России.
Административный центр — город Бийск, в состав района не входящий.

## География
Расположен в восточной части края, на юге Бийско-Чумышской возвышенности. Граничит с Зональным, Целинным, Солтонским, Красногорским, Советским, Смоленским районами края и городским округом город Бийск.
Площадь: 2200 км².
Рельеф холмисто-увалистый. Добывают песок, гравий. Климат континентальный. Средняя температура января: −18 °C, июля: +18,9 °C. Годовое количество атмосферных осадков: 520 мм. По территории района протекают реки: Бия, Катунь, Бехтемир, Шубёнка, Неня, берёт начало Обь. Почвы: чернозёмы, тёмно-серые лесные. Растут сосна, берёза, осина, ольха, рябина, калина, черёмуха, тополь.

## История
Образован 27 мая 1924 года. Ликвидирован 19 сентября 1939 года с передачей сельских советов во вновь образованный Зональный район. Восстановлен как укрупнённый сельский 1 февраля 1963 года из всех сельсоветов Зонального, Красногорского, Солтонского районов и части сельсоветов Марушенского района.

## Население
| 1996    | 1997    | 1998    | 1999    | 2000    | 2001    |
| ------- | ------- | ------- | ------- | ------- | ------- |
| 35 200  | ↗35 300 | ↗35 501 | ↗35 800 | ↗36 200 | →36 200 |
| 2002    | 2003    | 2004    | 2005    | 2006    | 2007    |
| ↘35 900 | ↘35 686 | ↘35 261 | ↘35 127 | ↘35 011 | ↗35 051 |
| 2008    | 2009    | 2010    | 2011    | 2012    | 2013    |
| ↗35 231 | ↗35 542 | ↘34 067 | ↘34 054 | ↘33 712 | ↘33 348 |
| 2014    | 2015    | 2016    | 2017    | 2018    | 2019    |
| ↘32 790 | ↘32 764 | ↘32 563 | ↘32 387 | ↘31 771 | ↘31 314 |
| 2020    | 2021    |         |         |         |         |
| ↘30 832 | ↗32 595 |         |         |         |         |

### Национальный состав[16]
| национальность | мужчин | женщин | всего  | %    |
| русские        | 15 667 | 17 950 | 33 617 | 94   |
| немцы          | 434    | 442    | 876    | 2,45 |
| украинцы       | 231    | 235    | 466    | 1,3  |
| татары         | 66     | 66     | 132    | 0,37 |
| азербайджанцы  | 52     | 32     | 84     | 0,23 |
| армяне         | 45     | 31     | 76     | 0,21 |
| алтайцы        | 22     | 28     | 50     | 0,14 |
| чуваши         | 22     | 23     | 45     | 0,12 |

## Административно-муниципальное устройство
Бийский район с точки зрения административно-территориального устройства края включает 15 административно-территориальных образований — 15 сельсоветов.
Бийский муниципальный район в рамках муниципального устройства включает 15 муниципальных образований со статусом сельских поселений:
| №  | Сельское поселение          | Административный центр | Количество населённых пунктов | Население (чел.) | Площадь (км²) |
| -- | --------------------------- | ---------------------- | ----------------------------- | ---------------- | ------------- |
| 1  | Большеугренёвский сельсовет | село Большеугренёво    | 1                             | ↘722             | 122,06        |
| 2  | Верх-Бехтемирский сельсовет | село Верх-Бехтемир     | 1                             | ↘880             | 183,09        |
| 3  | Верх-Катунский сельсовет    | село Верх-Катунское    | 4                             | ↘3172            | 164,42        |
| 4  | Енисейский сельсовет        | село Енисейское        | 1                             | ↘1297            | 129,22        |
| 5  | Заринский сельсовет         | посёлок Заря           | 3                             | ↘1451            | 108,23        |
| 6  | Калининский сельсовет       | село Стан-Бехтемир     | 1                             | ↘949             | 86,78         |
| 7  | Лесной сельсовет            | село Лесное            | 2                             | ↘2145            | 66,15         |
| 8  | Малоенисейский сельсовет    | село Малоенисейское    | 2                             | ↘2601            | 71,62         |
| 9  | Малоугренёвский сельсовет   | село Малоугренёво      | 3                             | ↘3308            | 76,53         |
| 10 | Новиковский сельсовет       | село Новиково          | 3                             | ↘1258            | 216,02        |
| 11 | Первомайский сельсовет      | село Первомайское      | 5                             | ↘6063            | 200,28        |
| 12 | Светлоозёрский сельсовет    | село Светлоозёрское    | 3                             | ↘1419            | 107,63        |
| 13 | Сростинский сельсовет       | село Сростки           | 3                             | ↘2737            | 234,76        |
| 14 | Усятский сельсовет          | село Усятское          | 3                             | ↘1140            | 214,27        |
| 15 | Шебалинский сельсовет       | село Шебалино          | 2                             | ↘813             | 191,94        |

Первоначально в районе было образовано 13 сельских поселений (сельсоветов), потом были образованы ещё 2.

### Населённые пункты
В районе 37 населённых пунктов:

| Первомайское   | ↘5275 |
| Сростки        | ↘2769 |
| Верх-Катунское | ↘2723 |
| Малоугренёво   | ↗2413 |
| Малоенисейское | ↘2181 |
| Лесное         | ↗2008 |
| Енисейское     | ↘1297 |
| Новиково       | ↘1157 |
| Светлоозёрское | ↘1141 |
| Шебалино       | ↘1105 |
| Усятское       | ↘1006 |
| Заря           | ↘970  |
| Стан-Бехтемир  | ↘949  |

| Верх-Бехтемир   | ↘880 |
| Большеугренёво  | ↘722 |
| Семеновод       | ↘611 |
| Старая Чемровка | ↗569 |
| Боровой         | ↗551 |
| Пригородный     | ↗541 |
| Усть-Катунь     | ↘449 |
| Чуйский         | ↘379 |
| Ясная Поляна    | ↗374 |
| Восточный       | ↘335 |
| Амурский        | ↗306 |
| Полеводка       | ↘240 |
| Заозёрный       | ↘231 |

| Ключи            | ↘227 |
| Мальцева Курья   | ↘194 |
| Промышленный     | ↘189 |
| Ягодный          | ↗174 |
| Образцовка       | ↗147 |
| Берёзовая Горка  | ↘140 |
| Бехтемир-Аникино | ↘119 |
| Студенческий     | ↗113 |
| Предгорный       | ↗97  |
| Степной          | →23  |
| Междуречье       | ↘21  |

## Экономика
Основное направление экономики — сельское хозяйство: производство зерна, сахарной свёклы, молока, мяса, звероводство. На территории района расположены предприятия по переработке сельскохозяйственного сырья,  по производству стройматериалов. В поселке Чуйский расположен крупный гравийный карьер и дробильно-сортировочная фабрика. 
Села Первомайское, Лесное, Усть-Катунь, Малоугреневское и Заря непосредственно граничат с Бийском и составляют его ближайший пригород. В них пролегают городские маршруты автобусов, осуществляется доставка из бийских магазинов, тарифы такси соответствуют городским. При этом расстояние от центра города до села Первомайское меньше, чем до городских микрорайонов Трест, АБ, Сорокино, Молодежный и Льнокомбинат. Села  Верх-Катунское, Чуйский, Амурское, Малоенисейское и Ключи также образуют пригород Бийска, однако расположены удалении 25-35 км от центра. Большинство жителей этих населенных пунктов работают в городе, а многие бийчане имеют в районе дачи и коттеджи.

## Транспорт
По территории района проходят автомобильные трассы: Р256 «Чуйский тракт» и 01К-06 Бийск — Белокуриха.
Качество дорог в районе сильно неоднородное: села Заря, Первомайское, Верх-Катунское, Чуйский, Полеводка и Сростки находятся на федеральной трассе. От Бийска до Усятского через Семеновод, Малоенисейское и Ключи проходит асфальтированная дорога удовлетворительного качества. Села Ягодный и Восточный находятся на небольшом удалении от дороги Бийск-Новокузнецк, а Енисейское и Стан-Бехтемир - на небольшом удалении от дороги Бийск-Солтон. В остальные села дороги невысокого качества.